# Zone sterling

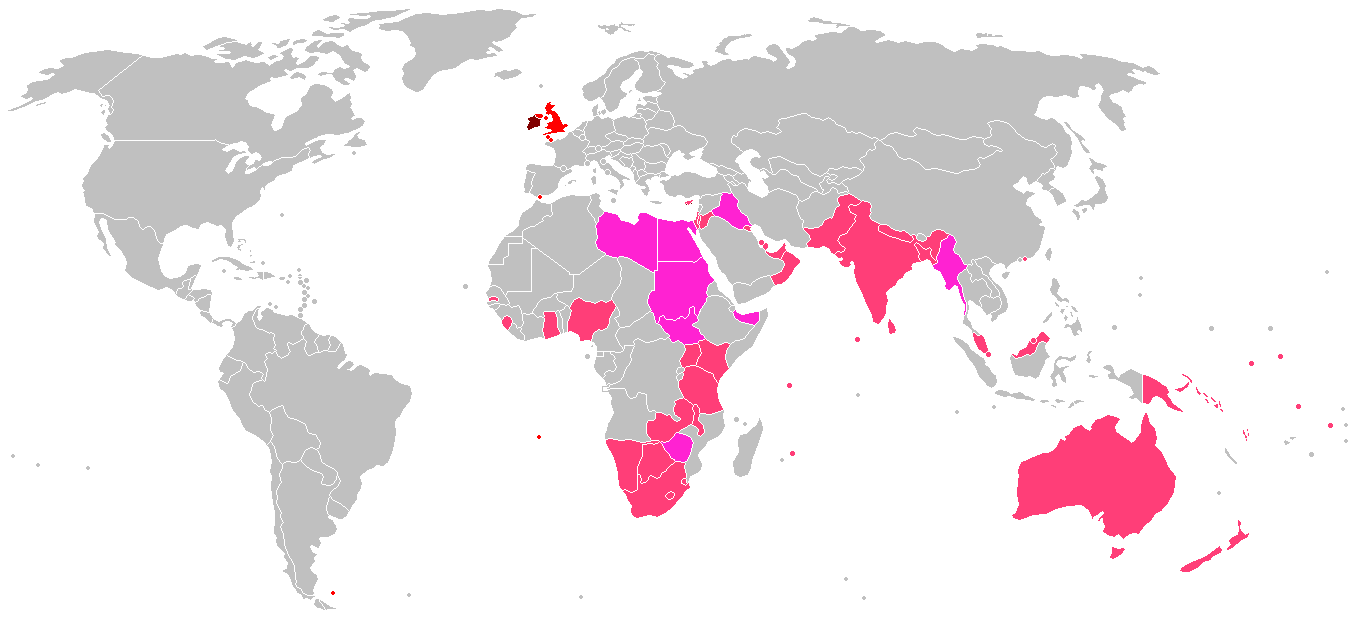
La zone sterling en 1947
la zone actuelle (2007)
pays l'ayant quittée après 1972 (Irlande)
pays l'ayant quittée en 1972
pays l'ayant quittée avant 1972

La zone sterling  (sterling area ou sterling zone ou scheduled territories) engloba des pays qui utilisèrent la livre sterling comme monnaie nationale, ou eurent une monnaie nationale ayant un taux de change fixe avec la livre sterling. 

## Historique
Elle vit le jour lors du déclenchement de la Seconde Guerre mondiale. C'était une mesure d'urgence de coopération du contrôle des changes entre un groupe de pays, pour la plupart dominions ou colonies de l'Empire britannique (plus tard le Commonwealth).
Dans le cas où les pays-membres utilisaient leurs monnaies nationales, ils disposaient de larges réserves en livre sterling à Londres pour mener leur commerce international. Le but de la zone sterling était de protéger la valeur de la livre et le commerce dans l'empire.
L'ensemble de l'Empire britannique à l'exception du Canada, du dominion de Terre-Neuve et de Hong Kong rejoignirent la livre en 1939. Hong Kong refusa alors de rejoindre la zone à cause de sa position de centre ouvert au commerce mais la rejoignit après la Seconde Guerre mondiale. La Rhodésie du Sud fut exclue de la zone en 1965.
Pendant la Seconde Guerre mondiale, de l'invasion de la Belgique en 1940 jusqu'à sa libération en 1944-45, le Congo belge passa dans la zone sterling tout en gardant sa monnaie, le franc congolais. 
Il est difficile de déterminer une date précise de la fin de cette zone. La date de juin 1972, lorsque les gouvernements britannique et irlandais appliquèrent unilatéralement le contrôle des changes aux autres pays de la zone sterling à l'exception de l'île de Man et des îles Anglo-Normandes (Gibraltar fut réintégré dans la nouvelle petite zone sterling le 1er janvier 1973) est souvent admise. Les autres pays de la zone étaient alors libres de leur choix. Dans les faits, plusieurs pays avaient déjà pris des mesures équivalentes dans les années 1950 et 1960. 
À la suite de la décision du gouvernement britannique, certains pays copièrent immédiatement sa décision, d'autres le firent dans les mois suivants. Singapour continua d'appliquer un contrôle des changes zone sterling jusqu'en 1978 et Brunei jusqu'en 2001.

## Source
- (en) Cet article est partiellement ou en totalité issu de l’article de Wikipédia en anglais intitulé « Sterling area » (voir la liste des auteurs).